# 東福洋
東福 洋（とうふく ひろし、1934年 - 2008年9月17日）は、雑誌編集者、実業家。地元である函館市を中心に、北海道にまつわる書籍・雑誌を出版した。

## 経歴
- 1934年（昭和9年） - 函館市で生まれる。
- ?年 - 函館西高校に入学。
- ?年 - 明治大学文学部に入学。
- ?年 - 雑誌社に就職。
- ?年 - 通販会社に就職。編集部門で手芸、料理の雑誌編集に携わり、編集長に10年携わる[1]
- 1986年2月 - 函館市に里帰りし、函館市元町に幻洋社を設立[2]
- 1988年（昭和63年） - 幻洋社にて「啄木と函館」（阿部たつを著、桜井健治編）出版[3]
- 1991年（平成3年） - 幻洋社にて地域情報誌「はこだでぃ (Hakodadi)」創刊号発行。
- 2008年（平成20年） - 腎不全のため、74歳で死去[3]。

## 人物
幼少期は、地方回りで家にあまりおらず、母も家業で忙しく、祖父母と過ごす時間が多かった。函館西高校から明治大学文学部卒。父に大学進学に反対され、学生時代はアルバイトに明け暮れていたが、女子高校の教師をしていた伯母が学費を援助してくれていた。東京で編集社に入社し、料理の雑誌編集に携わり、編集長を10年ほど務めた。その後、50歳ころ、函館に戻り、当時、函館唯一の出版社である1986年2月に幻洋社を設立。設立してから数年後、ラジオ番組で「地方の生きのいい、ぴちぴちとしたテーマをもとに、いい本づくりが私たちの手で生まれてもいい」と意気込みを語っていた。その後、様々な単行本などを出版し、亡くなる3年前まで出版を続け、2008年に腎不全で死去。

## 主な刊行雑誌
- 「はこだでぃ」（1991年）